# Герб Лондонського району Брент
Герб Лондонського району Брент — офіційний герб Лондонського району Брент. Його було надано 1 вересня 1965 року.

## Опис

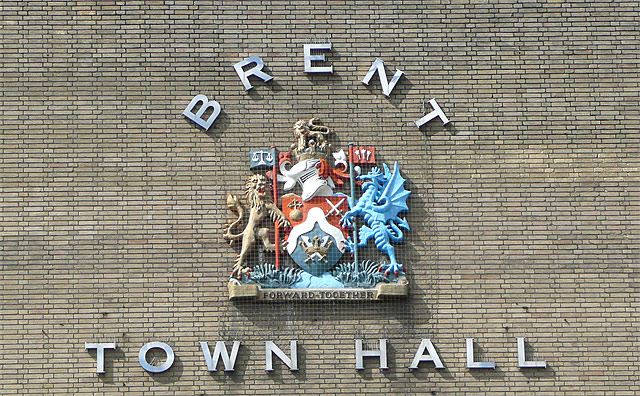
Рельєфний герб Брент на колишній ратуші Брент

Червоне поле на щиті позначено гербом муніципального округу Віллесден, зелене поле — гербом муніципального району Вемблі. Вони розділені хвилястим шевроном, що символізує річку Брент, яка розділила ці два райони, а тепер об'єднує їх і дала назву району. Куля та схрещені мечі з герба Віллесдена; куля символізує короля Етельстана, який надав садиби Нісден-кум-Віллесден монастирю Св. Аркенуольда в Х столітті, тоді як мечі представляють декана та капітул Св. Павла, які були власниками садиби Віллесден під час Страшного суду. Перехрещені морські шаблі та саксонська корона в нижньому полі, що тотожна старому гербу Вемблі, походять від герба Ради округу Міддлсекс.
Герб був об'єднаний з гербів двох об'єднаних Боро. Золотий лев у Саксонській короні — це лев Англії, який також був присутній на гербі Вемблі, і він обтяжений червоним п'ятолистником із герба Віллесдена, зрештою з герба Оксфордського коледжа всіх душ, який володіє землею на території.
Щитотримачі також беруться по одному від кожного з гербів колишнього Боро, лева з Вемблі та дракона з Віллесдена. Золотий лев походить із герба Джона Лайона, засновника трасту для обслуговування доріг Харроу та Еджвера, які частково лежать у межах Боро. На зеленому прапорі, який тримає лев, зображені золоті терези, які вказують на те, що на Вемблі відбувся Hundred Moot (суд) Гора. Герб Віллесдена підтримували два синіх дракона. Один із них тримає червоний прапор із трьома срібними ліліями, емблемою Святої Марії, покровительки Віллесдена. База має стилізовану річку — знову відсилання до річки Брент.

## Колишні герби

Герб муніципального округу Віллесден
Герб муніципального району Вемблі